# Eric Wahren
Eric Axelsson Wahren, född 20 maj 1902 i Norrköping, död 19 juli 1969 i München, var en svensk ingenjör och företagsledare.
Wahren var son till disponent Axel Wahren och Hilma Asplund. Han avlade studentexamen 1920 och utexaminerades från tekniska högskolan i Darmstadt 1928. Han var anställd vid Holmens Bruks och Fabriks AB 1928–1929, i Kanada 1929–1930, pappersingenjör vid Holmens Bruk i Norrköping 1931–1933, i Hallstavik 1933–1944, chef för Sveriges riksbanks pappersbruk i Tumba 1944–1964 och direktör vid Security Printing AG i Zürich från 1964. Han projekterade och igångsatte sedelpappersbruket i Louisenthal, Bayern, 1964–1967. Han skrev tidskriftsartiklar i papperstekniska ämnen. Wahren är begravd på Botkyrka kyrkogård.